# Лізинка
Лізи́нка — село Красносільської сільської громади в Одеському районі Одеської області, Україна. Населення становить 175 осіб.

## Населення
Згідно з переписом 1989 року населення села становило 192 особи, з яких 84 чоловіки та 108 жінок.
За переписом населення 2001 року в селі мешкало 175 осіб.

### Мова
Розподіл населення за рідною мовою за даними перепису 2001 року:
| Мова       | Відсоток |
| ---------- | -------- |
| українська | 87,43 %  |
| російська  | 8,57 %   |
| молдовська | 3,43 %   |
| болгарська | 0,57 %   |